# Phia Saban
Phia Saban (Londen, 19 september 1998) is een Brits actrice. Ze is vooral bekend van haar hoofdrol in de HBO Max-serie House of the Dragon. Daarnaast had ze een bijrol in de Netflix-serie The Last Kingdom. 

## Biografie
Phia Saban werd geboren op 19 september 1998 in Londen, Verenigd Koninkrijk. Ze heeft een jongere broer. In 2020 studeerde ze af aan het conservatorium voor muziek en toneelschool. 

### Carrière
In 2022 kreeg ze haar eerste grote rol als Aelfwynn in de serie The Last Kingdom. Deze rol speelde ze vanaf seizoen 5 tot het einde van de serie. Ze kwam voor in 10 afleveringen. Daarna werd ze gecast in de serie House of the Dragon, een spin-off van de bekende serie Game of Thrones. Hierin speelt ze koningin Helaena Targaryen al vanaf het eerste seizoen.